# Lao Airlines
Lao Airlines (лаос. ການບິນລາວ) — національна авіакомпанія Лаосу, що базується у В'єнтьяні. Авіакомпанія спеціалізується на регіональних і міжнародних повітряних перевезеннях.

## Історія
Авіакомпанія була заснована як Lao Aviation у вересні 1976 року. У 2003 році компанія перейшла у власність уряду Лаосу. Тоді ж було змінено назву компанії на Lao Airlines.
Здійснюючи рейси на невеликі гірські аеродроми, авіакомпанія втратила кілька невеликих літаків, що позначилося на її репутації. Проте надалі керівництво компанії стало приділяти підвищену увагу безпеці польотів і призвело парк літаків у відповідність міжнародним стандартам.
У 2003 році в компанію надійшов взятий в короткостроковий лізинг перший Airbus A320-211 (VN-A123), ставши першим A320 у флоті авіакомпанії.
У 2005 році компанією були виведені з експлуатації два літака Harbin Y-12 і один Airbus A320 (VN-A123).
У жовтні 2012 року початок експлуатації нового ATR 72-600 з реєстрацією RDPL-34222.
У 2016 році планується ввести рейси з новим напрямкам: В'єнтьян — Тайбей, В'єнтьян — Наньнін, В'єнтьян — Янгон, В'єнтьян — Джакарта.
Авіакомпанія має код-шерінгові угоди з Thai Airways і Vietnam Airlines.

## Напрями

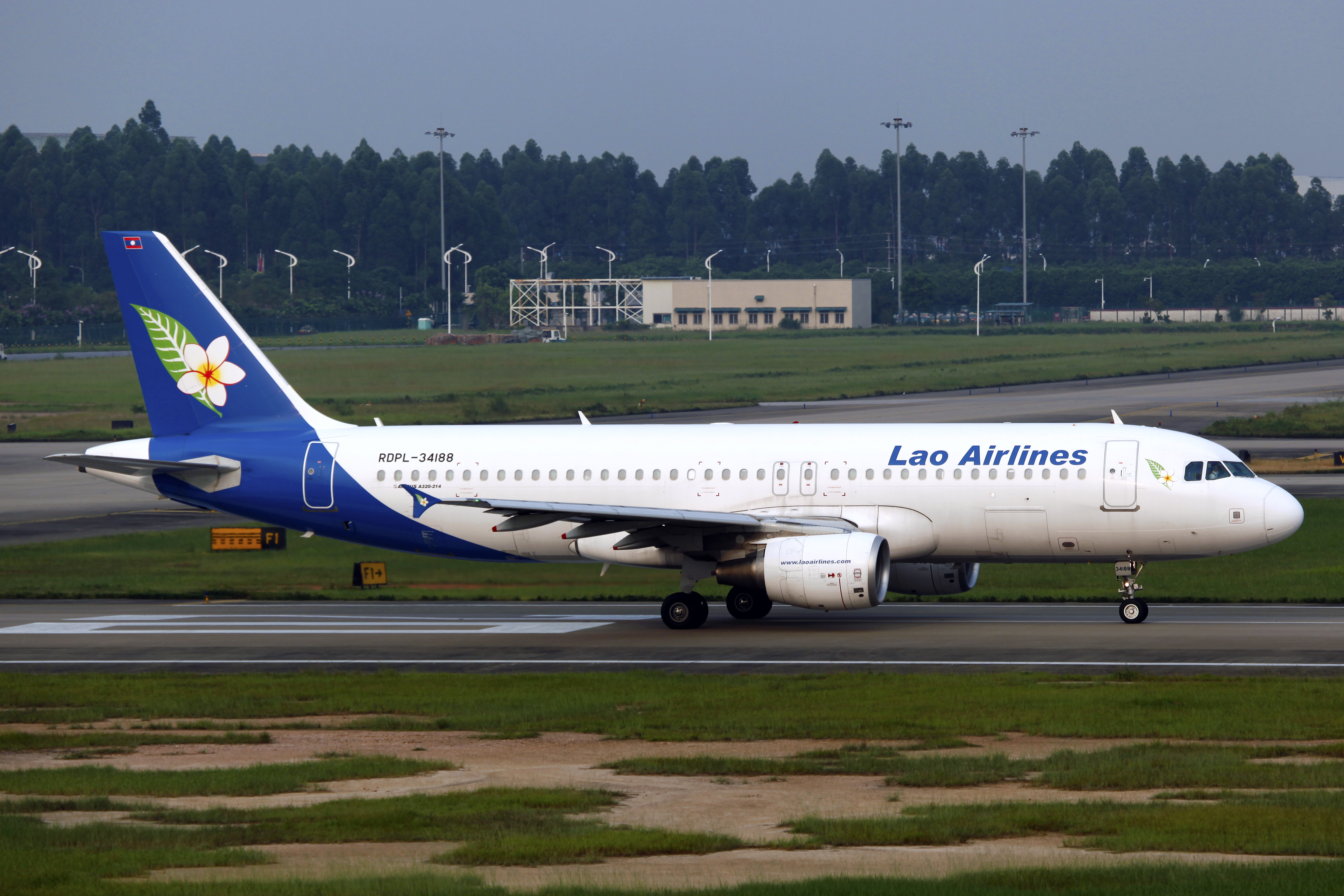
A320 RDPL-34188 компанії Lao Airlines в аеропорту Zhoukou

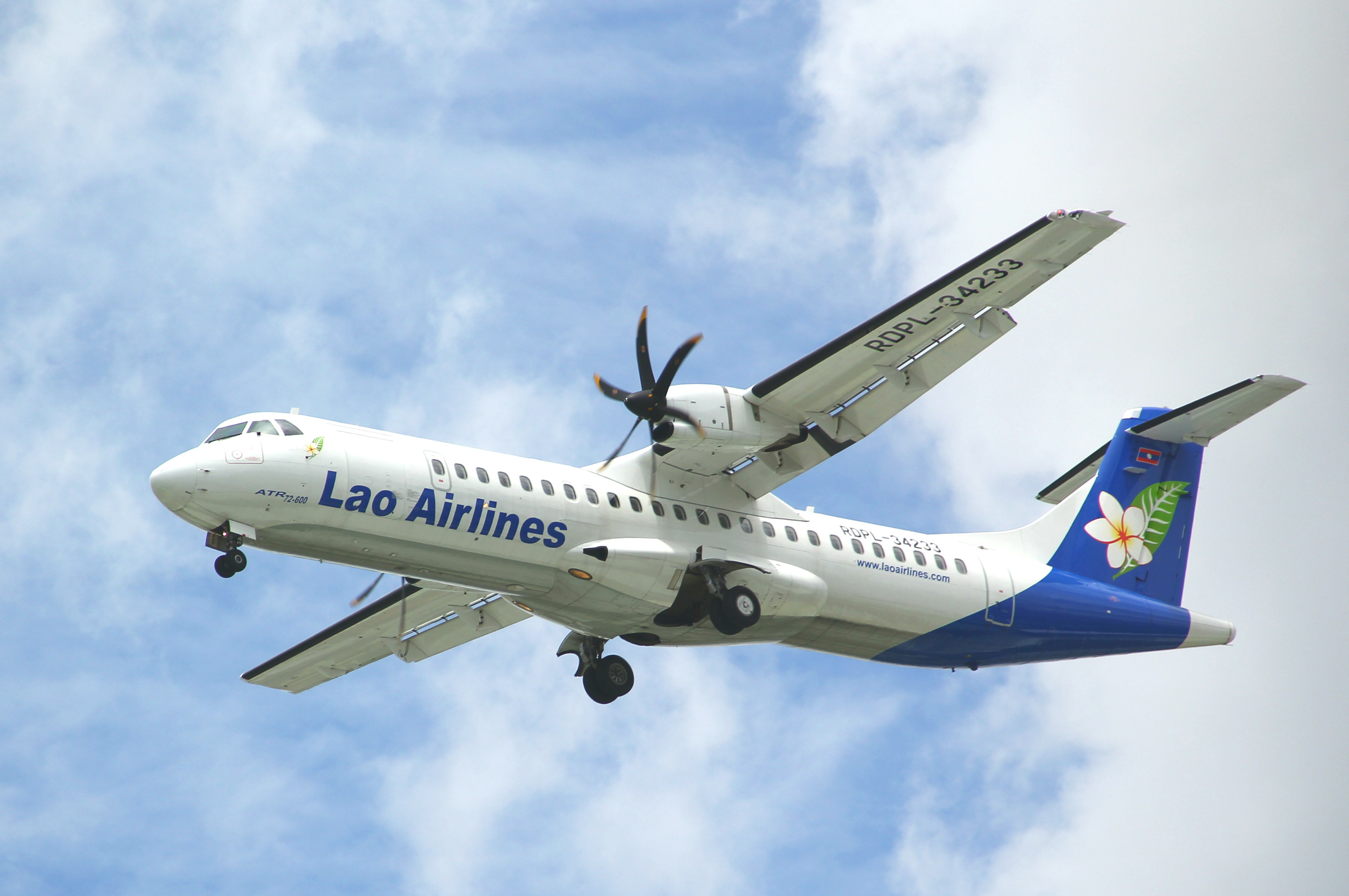
ATR 72-600 RDPL-34233 компанії Lao Airlines в міжнародному аеропорту міста Хошимін

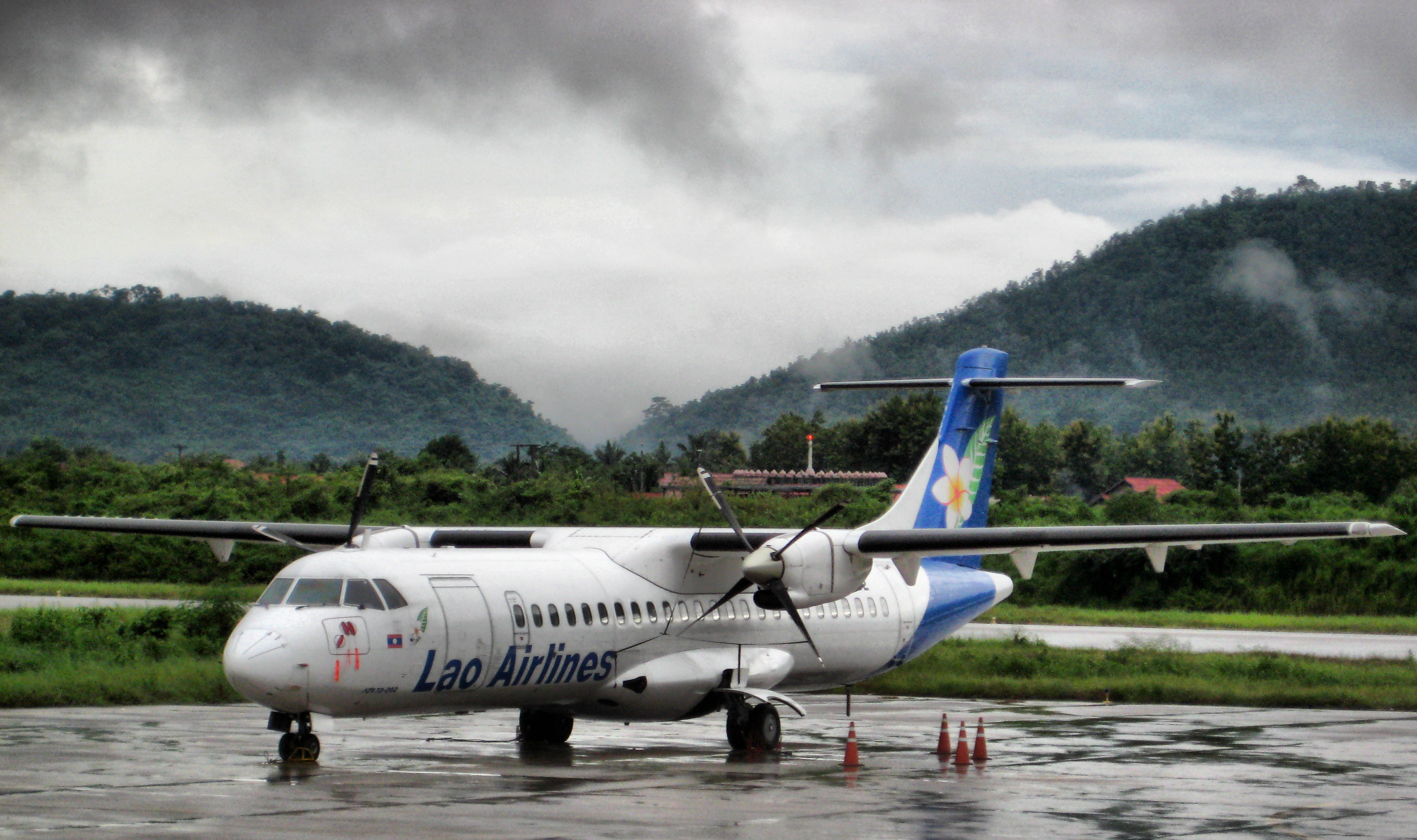
ATR72-212A (ATR72-500) RDPL-34175 компанії Lao Airlines в аеропорту luang prabang

На січень 2016 року, авіакомпанія виконує рейси за такими напрямами:

### Внутрішні напрямки
Лаос
- В'єнтьян (хаб — аеропорт Ваттай)
- Аттапи
- Луангнамтха
- Luang prabang
- Пакс
- Пхонсаван
- Саваннакхет
- Муанг Сай
- Самниа
- Хуайсай

### Міжнародні напрямки
В'єтнам
- Ханой
- Хошимін

 Камбоджа
- Пномпень (за код-шерінгом)
- Сіємреап

 КНР
- Гуанчжоу
- Цзінхун
- Куньмін
- Чанша
- Чанчжоу
- Ченду

 Південна Корея
- Пусан
- Сеул

 Сінгапур
- Сінгапур

 Таїланд
- Бангкок
- Чіангмай

## Флот
На січень 2016 року, повітряний флот Lao Airlines складається з таких літаків:

## Авіакатастрофи
16 жовтня 2013 року літак ATR 72 авіакомпанії Lao Airlines, що виконував рейс із столиці Лаосу В'єнтьян в місто Пакс, впав у річку Меконг приблизно в 16:00 за місцевим часом. Жертвами катастрофи стали 49 осіб. Аварія сталася при заході на посадку. Імовірно, її причиною стали погані погодні умови.